# Gonal R.C., Basavana Bagevadi
Gonal R.C. là một làng thuộc tehsil Basavana Bagevadi, huyện Bijapur, bang Karnataka, Ấn Độ.